# Provinz José Miguel de Velasco
José Miguel de Velasco  ist eine Provinz im nordöstlichen Teil des Departamento Santa Cruz im Tiefland des südamerikanischen Anden-Staates Bolivien.
Die Provinz besteht seit dem 12. Oktober 1880 und trägt ihren Namen zu Ehren von General José Miguel de Velasco, viermaligem Präsidenten Boliviens.

## Lage
Die Provinz ist eine von fünfzehn Provinzen im Departamento Santa Cruz. Sie grenzt im Westen an die Provinz Ñuflo de Chávez, im Süden an die Provinz Chiquitos, im Südosten an die Provinz Ángel Sandoval, im Osten an die Republik Brasilien, und im Nordosten an das Departamento Beni.
Sie erstreckt sich zwischen 13°30' und 17°10' südlicher Breite und 59°25' und 62°05' westlicher Länge, ihre Länge von Norden nach Süden beträgt 500 Kilometer, ihre Breite bis zu 300 Kilometer. Sie hat eine Größe von 66.794 Quadratkilometern.
Im Norden der Provinz liegt der Nationalpark Noel Kempff Mercado, einer der größten Nationalparks Boliviens.

## Bevölkerung
Die Einwohnerzahl der Provinz José Miguel de Velasco ist in den vergangenen drei Jahrzehnten auf mehr als cas Doppelte angestiegen:
| Jahr | Einwohner | Quelle       |
| ---- | --------- | ------------ |
| 1992 | 42 929    | Volkszählung |
| 2001 | 56 702    | Volkszählung |
| 2012 | 69 742    | Volkszählung |
| 2024 | 91 573    | Volkszählung |

49,3 Prozent der Bevölkerung sind jünger als 15 Jahre. 99,2 Prozent der Bevölkerung sprechen Spanisch, 2,5 Prozent Quechua, 0,6 Prozent Guaraní und 0,6 Prozent Aymara.
72,3 Prozent der Bevölkerung haben keinen Zugang zu Elektrizität, 35,5 Prozent leben ohne sanitäre Einrichtung (1992).
94,5 Prozent der Einwohner sind katholisch, 4,1 Prozent sind evangelisch (1992).

## Gliederung
Die Provinz José Miguel de Velasco gliederte sich bei der letzten Volkszählung von 2024 in die folgenden drei Verwaltungsbezirke „Municipios“:
- 07-0301 Municipio San Ignacio de Velasco – 48.302 km² – 67.610 Einwohner
- 07-0302 Municipio San Miguel – 8.807 km² – 15.177 Einwohner
- 07-0303 Municipio San Rafael – 9.685 km² – 8.786 Einwohner